# Chełmer Land

Chełmer Land in der Polnisch-litauischen Adelsrepublik

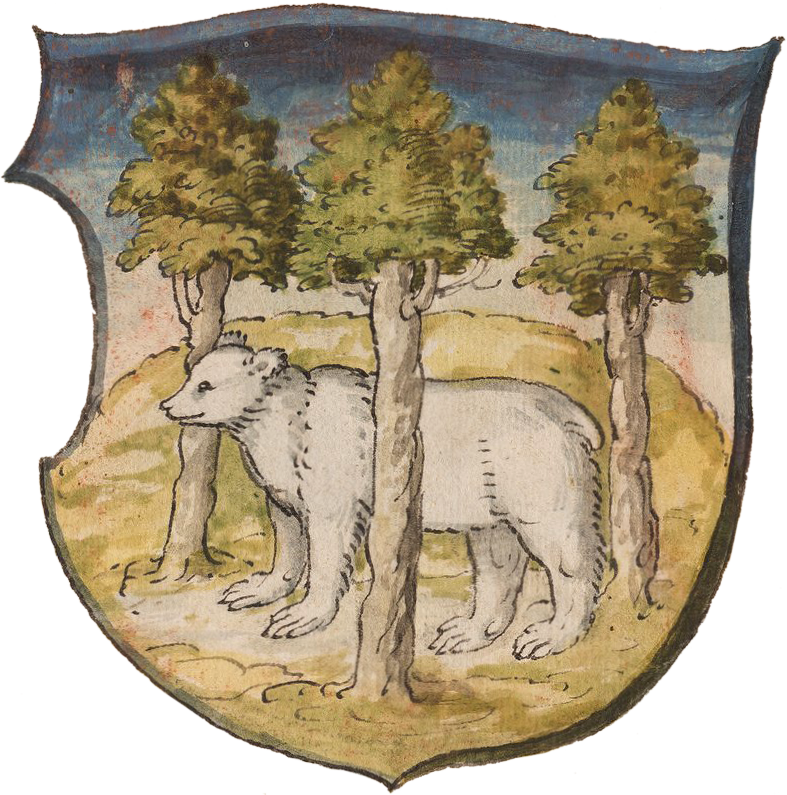
Wappen des Chełmer Landes

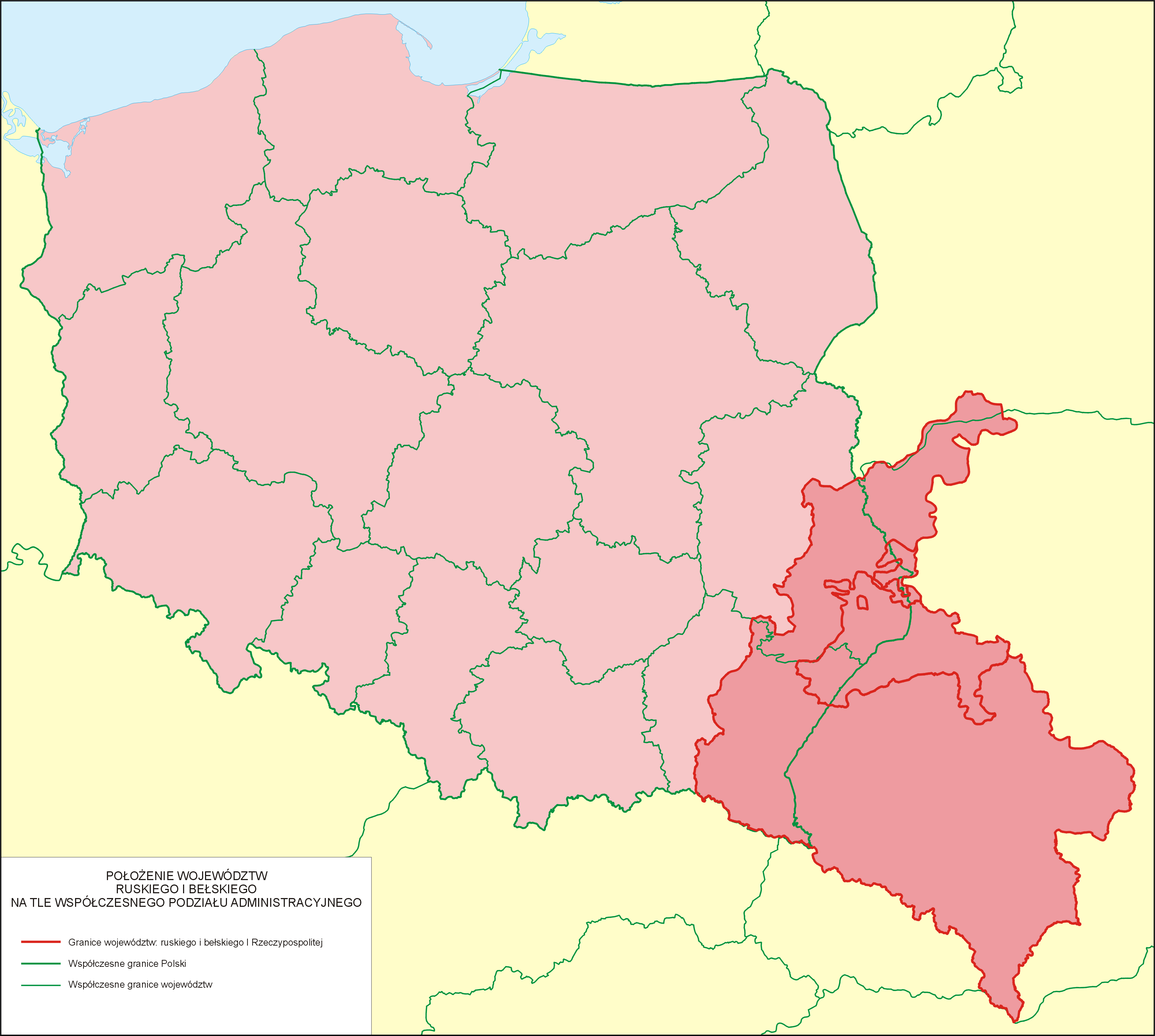
Die Woiwodschaften Ruthenien und Bełz mit heutigen Grenzen im Hintergrund

Das Chełmer Land (polnisch Ziemia chełmska, lateinisch palatinatus chelmensis) war eine Verwaltungseinheit der polnischen Woiwodschaft Ruthenien von 1383 bis 1793. Hauptort war Chełm.
Das Chełmer Land befand sich auf dem Territorium des ehemaligen Rotburgenlands. Um 1240 wurde Chełm von Daniel Romanowitsch von Galizien gegründet und wurde zum Sitz eines orthodoxen Bistums (die Eparchie Cholm) und für einige Jahrzehnte zum Hauptort des Fürstentums Halytsch-Wolodymyr. Um 1340 nahm der polnische König Kasimir III. der Große das Gebiet ein, das kurz danach mit Litauen umstritten war. 1375 wurde das römisch-katholische Bistum Chełm gegründet. Endgültig wurde das Land 1377 vom König Ludwig an das Königreich Polen angeschlossen. Zunächst wurde es zum integralen Teil des Fürstentums Bels, aber das Fürstentum wurde 1387 an Siemowit IV. verliehen, während Chełm bei der Polnischen Krone blieb. Wahrscheinlich erst im frühen 16. Jahrhundert wurde es administrativ an die Woiwodschaft Ruthenien angegliedert, aber blieb spezifisch bzw. autonom, z. B. der örtliche Sejm entschied oft ohne Rücksicht auf Lemberg. In den Jahrhunderten nach der Gründung wurden Teile der Woiwodschaft Bełz in das Cholmer Land verlegt. Die Grenze wurde kompliziert, besonders im Süden, wo es vom Rest der Woiwodschaft abgetrennt war. Im 16. Jahrhundert entstand ein großes privates Latifundium des Zamoscer Familienfideikommiss. Die Fläche des Landes am Ende wurde auf 9939 km² geschätzt, davon des Powiats Chełmski um 7945 km² und Krasnostawski rund 1994 km².
Die Mehrheit der Einwohner war ethnisch ruthenisch bzw. ukrainisch, besonders im Osten, die Polen lebten hauptsächlich im Westen, die Walachen wurden ruthenisiert oder polonisiert. Die ruthenischen Geschlechter wurden im 16. und meistens im 17. Jahrhundert polonisiert. Im 17. und 18. Jahrhundert dominierten Juden in vielen Städten und Schtetlen, wo es auch nicht zahlreiche Armenier gab. Nach der Union von Brest wurden die örtlichen orthodoxen Kirchen griechisch-katholisch. In der Zeit der Reformation verbreitete sich bei den römisch-katholischen Bevölkerung und den polnischen Geschlechtern der Protestantismus, besonders der Calvinismus. 1676 gab es 23 Städte und 427 Dörfer und über 100.000 Einwohner, mehrheitlich Bauern. Die Szlachta machte um 3–4 % aus.
Der südliche Teil des Chełmer Landes mit der ganzen Woiwodschaft Bełz kam 1772 an die Habsburger im Zuge der Ersten Polnischen Teilung, ab 1783 hauptsächlich im Gebiet des Zamoscer Kreises. 1793 wurde das reduzierte Land zur Woiwodschaft erhoben, aber wurde kurz danach zwischen Russland und den Habsburger geteilt.